# Condição lockeana
A condição lockeana ou cláusula lockeana é uma característica da teoria da propriedade-trabalho de John Locke, que afirma que, embora os indivíduos tenham o direito de homestead da propriedade privada da natureza em se trabalhando nela, eles podem fazê-lo apenas "pelo menos onde houver o suficiente, e tão bom quanto, disponível em comum para outros".

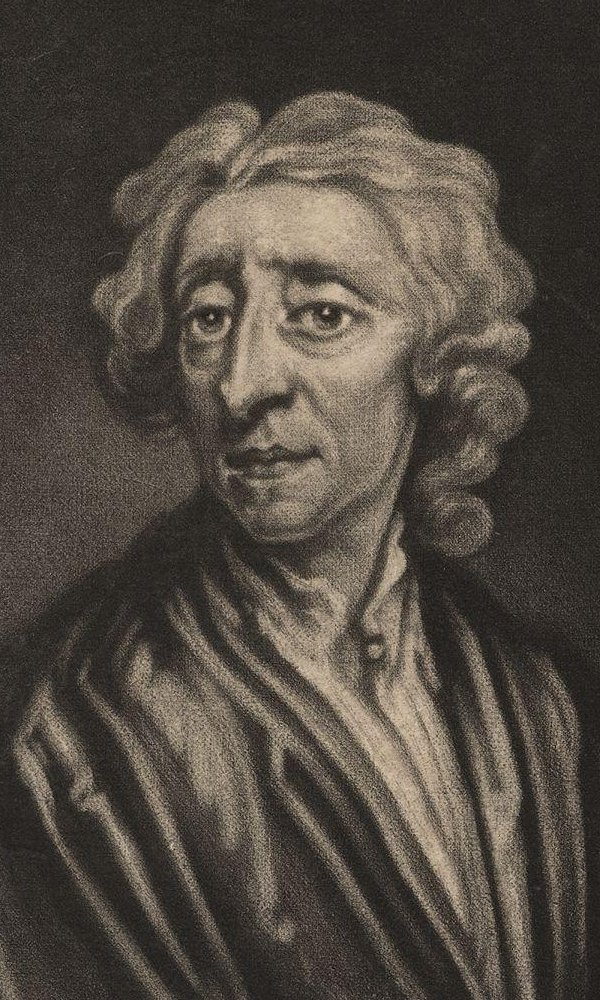
John Locke

## Formulação de Locke
Nenhum outro homem podia se sentir lesado por esta apropriação de uma parcela de terra com o intuito de melhorá-la, desde que ainda restasse bastante, de tão boa qualidade, e até mais que indivíduos ainda desprovidos pudessem utilizar. Se bem que, na realidade, a cerca que um homem colocasse em seu benefício não reduziria nunca a parte dos outros. Deixar uma quantidade igual que outro homem fosse capaz de utilizar, equivaleria a não tomar nada. Ninguém pode se sentir lesado por outra pessoa beber, ainda que em uma quantidade exagerada, se lhe é deixado todo um rio da mesma água para matar sua sede. O que vale para a água, vale da mesma forma para a terra, se há quantidade suficiente de ambas.
— John Locke, Segundo Tratado sobre o Governo, capítulo V, parágrafo 33

## Visão geral
A frase "condição lockeana" (em inglês, Lockean proviso) foi cunhada pelo filósofo político libertário Robert Nozick em Anarquia, Estado e Utopia. É baseado nas ideias elaboradas por John Locke em seu Segundo Tratado de Governo, a saber, que a autopropriedade permite a uma pessoa a liberdade de misturar seu trabalho com os recursos naturais, convertendo a propriedade comum em propriedade privada. Locke conclui que as pessoas precisam ser capazes de proteger os recursos que usam para viver em suas propriedades e que isso é um direito natural. Nozick usou essa ideia para formar sua cláusula lockeana que rege a aquisição inicial de propriedade em uma sociedade, mas para que suas ideias de propriedade  decolassem e fossem convincentes, ele planejou o critério para determinar o que torna a aquisição de propriedade justa, que é a condição. A condição diz que, embora toda apropriação de propriedade seja uma diminuição dos direitos de outra pessoa a ela, é aceitável desde que não torne ninguém pior do que ficaria sem qualquer propriedade privada.
A ressalva de Locke foi usada por georgistas e socialistas para apontar a aquisição de terras como ilegítima se não houver compensação. No georgismo, a posse de terra é apropriada apenas enquanto a renda do mercado for paga à comunidade em questão. Se um lote de terreno tem uma renda positiva, isso significa que não há terreno de qualidade semelhante disponível gratuitamente para outros.
Libertários da Escola Austríaca moderna e tradições anarco-capitalistas como Murray Rothbard aceitaram as outras visões de Locke sobre propriedade, embora rejeitando a cláusula lockeana.
O pesquisador francês Ai-Thu Dang criticou a leitura de Nozick da cláusula lockeana, dizendo que ela desnatura seu significado, especialmente a "articulação de Locke às regras morais que governam o enriquecimento".